# Marco Tecchio
Marco Tecchio (Valdagno, 31 d'agost de 1994) és un ciclista italià, professional des del 2014.

## Palmarès
- 2016
  - 1r a la Volta a Bulgària i vencedor d'una etapa